# Gnophos grisearia
Gnophos grisearia är en fjärilsart som beskrevs av Otto Staudinger 1871. Gnophos grisearia ingår i släktet Gnophos och familjen mätare. Inga underarter finns listade i Catalogue of Life.